# プラネット・ハリウッド・リゾート・アンド・カジノ
プラネット・ハリウッド・リゾート・アンド・カジノ (Planet Hollywood Resort and Casino ) はアメリカ合衆国ネバダ州ラスベガスにあるカジノホテルである。

## 概要
このホテルは「アラジン」という名前で知られていた。
かつてのアラジンは1966年にオープンした老舗のホテルで、中東やアラブ世界をテーマとしていた。名前の由来はアラジンと魔法のランプのアラジンである。
このアラジンは、2001年にアメリカ同時多発テロ事件が起こり、中東をテーマにしたこのホテルは人気を失ってしまった。結局、巨額の債務に耐えきれず倒産をしてしまう。
このホテルの資産を、映画をモチーフにしたレストランを展開する「プラネット・ハリウッド」と、シェラトン等のホテルチェーンで知られる「スターウッド・ホテル&リゾート」が買取り、新たな名前とテーマを与えて再生させたのが現在のプラネット・ハリウッドである。新たなテーマは「ハリウッド」である。

## 歴史
- 1963年 - 「タリー・ホー」として開業

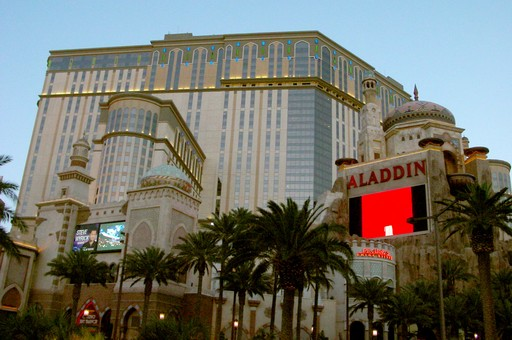
改装前のアラジン

- 1964年 - 「キングス・クラウン」と改名
- 1966年 4月1日 - 新たにオーナーになったミルトン・プレルによりアラビアンナイト風に改装され、「アラジン」と改名する。

この後オーナーが転々とする。安田銀二がオーナーになったこともあるが、3年後に破綻する。
- 1997年11月25日 - 新アラジン建設のため営業終了。
- 1998年 4月27日 - 爆破、解体。
- 2000年 8月17日 - 新アラジン開業
- 2001年 9月28日 - 連邦倒産法第11章を適用し、倒産する。
- 2003年 6月20日 - プラネット・ハリウッドとスターウッド・ホテル&リゾートに買い取られる。
- 2007年 4月17日 - 「プラネット・ハリウッド・リゾート・アンド・カジノ」と改名。仮オープン。

## Bakkt Theater
Bakkt Theaterは7000席収容のラスベガス最大の劇場。1972年のアラジン改修時に開業。当時は7500席収容で、日本の新宿コマ劇場同様絞り緞帳があった。
1996年に改修、収容人数を7000席に減少する。
2006年から2013年までミス・アメリカ、1991年と1996年、2012年、2015年12月のミス・ユニバース世界大会、2008年から2013年までがミスUSAが開催されていた。
現在はブリトニー・スピアーズが定期公演を行っている。
| 開催イベントとテナント                          | 開催イベントとテナント          | 開催イベントとテナント                                          |
| ----------------------------------------------- | ------------------------------- | --------------------------------------------------------------- |
| 先代 シューバート・シアター                     | ミス・ユニバース会場 1991       | 次代 クイーン・シリキット・ナショナル・コンベンション・センター |
| 先代 ウィントフック・カントリークラブ・リゾート | ミス・ユニバース会場 1996       | 次代 マイアミビーチ・コンベンションセンター                     |
| 先代 クレディカード・ホール                     | ミス・ユニバース会場 2012       | 次代 クロッカス・シティ・ホール                                 |
| 先代 FIUアリーナ                                | ミス・ユニバース会場 2015年12月 | 次代 （フィリピン・マニラ）                                     |
| 先代 ボードウォーク・ホール                     | ミス・アメリカ会場 2006 – 2013  | 次代 ボードウォーク・ホール                                     |
| 先代 コダック・シアター 2007                    | ミスUSA会場 2008 – 2013         | 次代 バトンルージュ・リバーセンター 2014                        |